# Jiný vzduch
Jiný vzduch je surrealistická výstava Skupiny česko-slovenských surrealistů, která probíhala v Praze na Staroměstské radnici ve dnech 10. února – 4. dubna 2012. Šlo o výstavu retrospektivní, která shrnula dvacetiletý vývoj mezi roky 1990 až 2011 a navázala tak na výstavu Třetí archa, která mapovala činnost mezi lety 1970 a 1991.
Pořádali ji Art Movement a revue Analogon, expozici konkrétně připravili František Dryje, Bruno Solařík, Martin Stejskal a Jan Švankmajer. Mottem výstavy je „Zavřete oči a otevřete okno“.

## Výstava
Šlo o největší výstavu současného surrealismu za poslední dvě desetiletí. A to jak vzhledem ke svému rozsahu, kdy bylo prezentováno přes 400 obrazů, kreseb, koláží i objektů, tak i díky zastoupení. Primární bylo sice české a slovenské, např. Jakub Effenberger, Albert Marenčin, Alena Nádvorníková, Kateřina Piňosová, Eva Švankmajerová či Jan Švankmajer, ale účastnili se i surrealisté z Francie, Británie, Švédska, Rumunska, Řecka, USA a dalších zemí, např. Kathleen Foxová nebo Ody Sabanová.
Výstava byla rozdělena do čtyř okruhů:
1. Objekt (okruh interpretační) – sleduje polaritu tvůrčí interpretace, zahrnující dialektiku skutečnosti a obrazotvornosti: skutečnost ↔ sen, skutečnost ↔ mýtus
2. Magnet (okruh mezilidský) – sleduje polaritu tvůrčí komunikace, zahrnující jednotu dostředivých a odstředivých sil obrazotvornosti: srozumění ↔ podvratnost (konstrukce ↔ destrukce, magnetizace ↔ defenestrace)
3. Pramen (okruh mentální) – sleduje polaritu tvůrčích zdrojů, zahrnující jednotu protikladů: romantismus ↔ ironie (okouzlení ↔ smích), v přírodní analogii tedy polaritu krystalizace ↔ tání
4. Blesk (okruh intimní) – sleduje životní polaritu, zahrnující úzkostné vzrušení z osudového rozporu erós ↔ thanatos

K výstavě také vyšel zásluhou Bruna Solaříka a Františka Dryjeho rozsáhlý katalog v české i anglické verzi.

## Doprovodný program
Mimo samotnou výstavu se 22. ledna konalo představení Jiný vzduch na Večeru Analogonu v Divadle Komedie pod režií Davida Jařaba.
Pořádány byly též literární čtvrtky v Literární kavárně v Řetězové ulici a úterní promítání v kině Ponrepo, např. film Vaterland - lovecký deník.